# 信念修正
信念修正是变更信念来采纳新的信息片段的过程。在哲学、数据库和人工智能对理性助理的设计中都研究信念修正的逻辑形式化。
使信念修正不平凡的东西是进行这种操作的多种不同方式都是可行的。例如，如果当前的知识包括三个事实“{\displaystyle A}为真”，“{\displaystyle B}为真”和“如果{\displaystyle A}与{\displaystyle B}为真，则{\displaystyle C}为真”，新信息“{\displaystyle C}为假”的介入只能通过去除掉这三个事实中至少一个来保持一致性。这种情况下，有至少三种方式来进行这个修正。一般的说，可以多种方式变更知识。
通常区分两类变更：
更新：新的信息有关于现在的状况，而旧的信念提及的是过去；更新是改变旧信念来接受变更的操作。
修正：旧信念和新信息都提及同一个状况；在新旧信息之间存在的矛盾被解释为旧信息不如新信息可靠；修正是插入新信息到旧信念的集合中而不生成矛盾的过程。
信念修正的主要假定是最小化变更：变更前后的知识应当尽可能类似。在更新的情况下，这个原理被形式化为惯性假定。在修正的情况下，这个原理强制变更尽可能多的保留信息。